# Perilampus nesiotes
Perilampus nesiotes is een vliesvleugelig insect uit de familie Perilampidae. De wetenschappelijke naam is voor het eerst geldig gepubliceerd in 1911 door Crawford.